# Хамзали (Огражден)
 Тази статия е за бившето подогражденско село.  За днешното струмишко полско село вижте Хамзали.  
Хамзали или Горно Хамзали (на македонска литературна норма: Хамзали, местното произношение на името е Амзалѝя) е бивше село в Северна Македония, разположено на територията на община Босилово, Струмишко, в подножието на Огражден.

## География
Селото се е намирало в подножието на Огражден, северозападно от Дървош и югоизтоно от Чанаклия.

## История

### Етимология
Името на селото е производно от личното име Амза (Хамза) със суфикса -ли(я).

### В Османската империя и България
Селото е основано в XVII – XVIII век от турци преселници от Мала Азия, подобно на няколко други села в района.
През XIX век селото е едно от големите турски села в Струмишката котловина, в което живеят и малко българи. В „Етнография на вилаетите Адрианопол, Монастир и Салоника“, издадена в Константинопол в 1878 година и отразяваща статистиката на населението от 1873 година, Емзалия (Emzalia) е посочено като село с 10 домакинства, като жителите му са 23 мюсюлмани. Според статистиката на Васил Кънчов („Македония. Етнография и статистика“) от 1900 година селото е населявано от 990 жители, от които 80 българи християни и 910 турци.
Селото има типично подпланинска икономика – жителите му имат големи пасища на склоновете на Огражден и скотовъдството е основно занимание, като се отглеждат овце и говеда. Южно от селото землището е подходящо за земеделие и се отглеждат жито и тютюн.
Според Димитър Гаджанов в 1916 година в Амзалии живеят 388 турци, а останалите жители на селото са българи.

### В Югославия
В 1936 – 1937 година селото има 90 домакинства турци, които тогава се изселват в Турция и то е изоставено. Частта от землището, която е обработваема земя е закупена от индустриалното предприятие „Бата“ със седалище в Борово. По-късно става собственост на Земеделския комбинат ЗИК със седалище в Струмица. Комбинатът гледа тук лозя и около 1000 овце, които пасат в Огражден. В селото е имало остатъци от разрушената джамия, запуснато гробище и чешма. От българите изселници от Хамзали произхождат родовете Гоневци в Добрейци и Амзалици в Градско Балдовци.
По-късно Хамзали е възстановено на юг в Струмишкото поле.

## Хамзалийски манастир
Край старото село е разположен мъжкият Хамзалийски манастир „Св. св. Климент и Наум Охридски“. В 2000 година е построена каменната църква на манастира във византийски стил. В 2003 година са построени и сградите на манастира с параклис, посветен на Свети Григорий Палама.

## Личности
- Муртеза, български революционер, деец на ВМРО[8]

Починали в Хамзали
- Гено Йотов Генов, български военен деец, капитан, загинал през Втората световна война[9]
- Стефан Никифоров Хубанов, български военен деец, ветеринарен подпоручик, загинал през Първата световна война[10]